# El Cerrito (comtat de Riverside)
El Cerrito és una concentració de població designada pel cens dels Estats Units a l'estat de Califòrnia. Segons el cens del 2000 tenia 4.590 habitants.

## Demografia
Segons el cens del 2000, El Cerrito tenia 4.590 habitants, 1.292 habitatges, i 1.122 famílies. La densitat de població era de 596,7 habitants/km².
Dels 1.292 habitatges en un 45,7% hi vivien nens de menys de 18 anys, en un 72,7% hi vivien parelles casades, en un 9,1% dones solteres, i en un 13,1% no eren unitats familiars. En el 9,4% dels habitatges hi vivien persones soles el 2,2% de les quals corresponia a persones de 65 anys o més que vivien soles. El nombre mitjà de persones vivint en cada habitatge era de 3,55 i el nombre mitjà de persones que vivien en cada família era de 3,74.
Per edats la població es repartia de la següent manera: un 31,3% tenia menys de 18 anys, un 9,4% entre 18 i 24, un 28,9% entre 25 i 44, un 23,5% de 45 a 60 i un 7% 65 anys o més.
L'edat mediana era de 33 anys. Per cada 100 dones de 18 o més anys hi havia 105,7 homes.
La renda mediana per habitatge era de 61.190 $ i la renda mediana per família de 62.981 $. Els homes tenien una renda mediana de 42.552 $ mentre que les dones 36.886 $. La renda per capita de la població era de 19.466 $. Entorn del 5,2% de les famílies i el 8,5% de la població estaven per davall del llindar de pobresa.

## Poblacions més properes
El següent diagrama mostra les poblacions més properes.